# Грађевинска школа Бања Лука
Техничка школа Бања Лука је највећа средња школа у Републици Српској. Налази се у улици др Младена Стојановића 7 у Бања Луци.

## Историјат
Грађевинска школа Бања Лука је почела са радом 1939. године у склопу Техничке школе, када је основан архитектонско–грађевински одсјек. Реформом школства 1974. у Бањалуци је формиран Технички школски центар, а као његова организациона јединица је основана Архитектонско–грађевинска и дрвопрерађивачка школа. У том периоду су се пресели у просторије новоизграђене зграде у Борику, на месту гдје се данас налази Основна школа „Бранко Ћопић”. Ученици су се у трећем разреду опредјељивали за звање техничар високоградње или нискоградње. Године 1978. се увео смјер геодетски техничар – геометар, а смјер дрвопрерађивача је прешао у Технолошку школу. Од исте године школа носи данашњи назив Грађевинска школа. Данас садржи смјер Геодезија и грађевинарство који обухвата занимања Грађевински техничар, Архитектонски техничар и Геодетски техничар у трајању од четири године и Зидар, Тесар, Армирач–бетонирац, Монтер суве градње – молер, Фасадер, Каменорезац – фасадер и Извршилац радова на саобраћајницама у трајању од три године.